# Hialeah, Florida
Hialeah este o municipalitate de ordin întâi, un oraș din comitatul Miami-Dade, statul Florida, Statele Unite ale Americii.